# Boxe aux Jeux méditerranéens de 2022 - Poids mi-mouches femmes
L'épreuve féminine de boxe des poids mi-mouches (-48 kg) des Jeux méditerranéens de 2022 de Oran se déroule au centre EMEC Expositions Palace Hall du 28 juin au 1er juillet 2022.

## Format de la compétition
Comme tous les événements des jeux méditerranéen, la compétition de boxe consiste en un tournoi à élimination directe. Dans cette catégorie de poids mi-mouches, cet événement regroupe 7 boxeuses qui sont qualifiées pour la compétition. Un certain nombre de boxeuses (1 dans se cas précis) reçoivent un laissez-passer pour les quarts de finale et se qualifient directement pour les demi-finales. Les deux perdants des demi-finales obtiennent chacun une médaille de bronze, sans disputer de match pour la troisième place.
Tous les combats se composent de trois périodes de trois minutes où les boxeuses obtiennent des points pour chaque coup de poing porté à la tête ou sur le haut du corps de leur adversaire. La boxeuse avec le plus de points comptabilisés à la fin des périodes se qualifie. Si une boxeuse se retrouve au sol et ne peut pas se lever avant que l'arbitre compte jusqu'à 10, le combat est terminé et l'adversaire est déclaré gagnant.

## Programme
Le programme présenté au 1er juin 2021 est :
|  | Quart de finale |  | Demi-finale |  | Finale |

| Sports                               | Sports | Sports | Jour de compétition (juin / juillet) | Jour de compétition (juin / juillet) | Jour de compétition (juin / juillet) | Jour de compétition (juin / juillet) | Jour de compétition (juin / juillet) | Jour de compétition (juin / juillet) | Jour de compétition (juin / juillet) | Jour de compétition (juin / juillet) | Jour de compétition (juin / juillet) | Jour de compétition (juin / juillet) | Jour de compétition (juin / juillet) | Jour de compétition (juin / juillet) | Jour de compétition (juin / juillet) |
| Sports                               | Sports | Sports | 24                                   | 25                                   | 26                                   | 27                                   | 28                                   | 29                                   | 30                                   | 1                                    | 2                                    | 3                                    | 4                                    | 5                                    | 6                                    |
| ------------------------------------ | ------ | ------ | ------------------------------------ | ------------------------------------ | ------------------------------------ | ------------------------------------ | ------------------------------------ | ------------------------------------ | ------------------------------------ | ------------------------------------ | ------------------------------------ | ------------------------------------ | ------------------------------------ | ------------------------------------ | ------------------------------------ |
| Boxe                                 | Boxe   |        |                                      |                                      |                                      |                                      | ¼                                    |                                      | ½                                    | F                                    |                                      |                                      |                                      |                                      |                                      |
|                                      |        |        | 24                                   | 25                                   | 26                                   | 27                                   | 28                                   | 29                                   | 30                                   | 1                                    | 2                                    | 3                                    | 4                                    | 5                                    | 6                                    |
| Jour de compétition (juin / juillet) |        |        |                                      |                                      |                                      |                                      |                                      |                                      |                                      |                                      |                                      |                                      |                                      |                                      |                                      |

## Horaires
Les temps sont donnés selon l'heure locale d’Algérie (UTC)
| Date                      | Temps         | Série            |
| ------------------------- | ------------- | ---------------- |
| Mardi 28 juin 2022        | 14:07 - 14:39 | Quarts de finale |
| Vendredi 30 juin 2022     | 14:09 - 14:25 | Demi-finales     |
| Vendredi 1er juillet 2022 | 16:07         | Finale           |

## Médaillés
| Or               | Argent            | Bronze                 |
| Roumaysa Boualam | Ayşe Çağırır (en) | Wafa Hafsi Marta López |

## Résultats

### Phase finale
|  | Demi-finales      | Demi-finales     |                   |   | Finale | Finale |
|  |                   |                  |                   |   |        |        |
|  |                   |                  |                   |   |        |        |
|  |                   |                  |                   |   |        |        |
|  | Wafa Hafsi        | 0                |                   |   |        |        |
|  | Wafa Hafsi        | 0                |                   |   |        |        |
|  | Ayşe Çağırır (en) | 3                |                   |   |        |        |
|  | Ayşe Çağırır (en) | 3                | Ayşe Çağırır (en) | 0 |        |        |
|  |                   |                  | Ayşe Çağırır (en) | 0 |        |        |
|  |                   | Roumaysa Boualam | 2                 |   |        |        |
|  | Marta López       | Roumaysa Boualam | 2                 | 0 |        |        |
|  | Marta López       |                  |                   | 0 |        |        |
|  | Roumaysa Boualam  | 3                |                   |   |        |        |
|  | Roumaysa Boualam  | 3                |                   |   |        |        |

### Premiers tours

#### Première partie
|  | Huitièmes de finale | Huitièmes de finale | Huitièmes de finale |  |  | Quarts de finale  | Quarts de finale  | Quarts de finale  |   |             | Demi-finales      | Demi-finales      | Demi-finales |  |  | Finale | Finale | Finale |
|  |                     |                     |                     |  |  |                   |                   |                   |   |             |                   |                   |              |  |  |        |        |        |
|  |                     |                     |                     |  |  |                   |                   |                   |   |             |                   |                   |              |  |  |        |        |        |
|  |                     |                     |                     |  |  |                   |                   |                   |   |             |                   |                   |              |  |  |        |        |        |
|  |                     |                     |                     |  |  |                   |                   |                   |   |             |                   |                   |              |  |  |        |        |        |
|  |                     |                     |                     |  |  |                   |                   |                   |   | Wafa Hafsi  | Wafa Hafsi        | 0                 |              |  |  |        |        |        |
|  |                     |                     |                     |  |  |                   | Ayşe Çağırır (en) | Ayşe Çağırır (en) | 3 |             |                   |                   |              |  |  |        |        |        |
|  |                     |                     |                     |  |  | Ayşe Çağırır (en) | Ayşe Çağırır (en) | 2                 |   |             |                   |                   |              |  |  |        |        |        |
|  |                     |                     |                     |  |  | Roberta Bonatti   | Roberta Bonatti   | 1                 |   |             |                   |                   |              |  |  |        |        |        |
|  |                     |                     |                     |  |  |                   |                   |                   |   |             | Ayşe Çağırır (en) | Ayşe Çağırır (en) | 0            |  |  |        |        |        |
|  |                     |                     |                     |  |  |                   | Roumaysa Boualam  | Roumaysa Boualam  | 2 |             |                   |                   |              |  |  |        |        |        |
|  |                     |                     |                     |  |  | Yasmine Mouttaki  | Yasmine Mouttaki  | 0                 |   |             |                   |                   |              |  |  |        |        |        |
|  |                     |                     |                     |  |  | Marta López       | Marta López       | 3                 |   |             |                   |                   |              |  |  |        |        |        |
|  |                     |                     |                     |  |  |                   |                   |                   |   | Marta López | Marta López       | 0                 |              |  |  |        |        |        |
|  |                     |                     |                     |  |  |                   | Roumaysa Boualam  | Roumaysa Boualam  | 3 |             |                   |                   |              |  |  |        |        |        |
|  |                     |                     |                     |  |  | Salma Youssef     | Salma Youssef     | 0                 |   |             |                   |                   |              |  |  |        |        |        |
|  |                     |                     |                     |  |  | Roumaysa Boualam  | Roumaysa Boualam  | RSC               |   |             |                   |                   |              |  |  |        |        |        |
|  |                     |                     |                     |  |  |                   |                   |                   |   |             |                   |                   |              |  |  |        |        |        |